# Francesc Domènech i Munté
Francesc Domènech i Munté (Falset, Tarragona, 22 de novembre de 1886- el Masnou, Barcelona ?) fou un barber i agitador polític català.
Nascut a Falset era fill de Josep Domènech i Gombau d'ofici cisteller i de Josefa Munté i Llebaria naturals de Falset. Treballava com a barber al Masnou, on s´havia casat l'any 1912 amb la filla del barber del poble Ignàsia Ramentol i Auladell. Militava en Francesc al Partit Republicà Radical. Quan esdevingueren els fets de la Setmana Tràgica de Barcelona, el 26 de juliol de 1909 acompanyà Francesc Ferrer i Guàrdia a Barcelona per tal d'entrevistar-se amb els líders del seu partit a la seu d'El Progreso, i van tornar plegats caminant cap al Maresme. Va divulgar el rumor que Ferrer pretenia unir en la revolta al Partit Republicà Radical i Solidaritat Obrera, i el seu testimoni fou determinant en la condemna a mort de Ferrer i Guàrdia.
Després dels esdeveniments va aconseguir diners de manera misteriosa, desaparegué i va marxar quatre mesos cap a Río de la Plata, de manera que no va poder tornar a declarar en el judici.